# King Salmon (Alaska)
King Salmon è un census-designated place degli Stati Uniti d'America, nello Stato dell'Alaska. Appartiene al borough di Bristol Bay ed è capoluogo del confinante borough di Lake and Peninsula.